# Guangzhou International Women's Open 2010
Il Guangzhou International Women's Open 2010 (conosciuto anche come TOE Life Ceramics Guangzhou International Women's Open per motivi sponsorizzazione) è stato un torneo di tennis giocato sul cemento. È stata la 7ª edizione del Guangzhou International Women's Open, che fa parte della categoria International nell'ambito del WTA Tour 2010. Si è giocato a Canton in Cina, dal 13 settembre al 19 settembre 2010.

## Partecipanti

### Teste di serie
| Nazionalità   | Giocatrice         | Ranking1 | Testa di serie |
| ------------- | ------------------ | -------- | -------------- |
| Australia     | Jarmila Groth      | 60       | 1              |
| Taipei cinese | Chan Yung-jan      | 77       | 2              |
| Uzbekistan    | Akgul Amanmuradova | 78       | 3              |
| Giappone      | Ayumi Morita       | 83       | 4              |
| Taipei cinese | Chang Kai-chen     | 84       | 5              |
| Serbia        | Bojana Jovanovski  | 87       | 6              |
| Italia        | Alberta Brianti    | 89       | 7              |
| Sudafrica     | Chanelle Scheepers | 92       | 8              |

- 1 Ranking al 30 agosto 2010.

### Altre partecipanti
Giocatrici che hanno ricevuto una Wild card:
- Han Xinyun
- Jing-Jing Lu
- Xu Yi-Fan

Giocatrici passate dalle qualificazioni:
- Hsieh Su-wei
- Kim So-jung
- Junri Namigata
- Sun Shengnan

## Campionesse

### Singolare
Jarmila Groth ha battuto in finale  Alla Kudrjavceva con il punteggio di 6–1, 6–4
- Jarmila Groth ha vinto il 1º titolo del WTA Tour della sua carriera.

### Doppio
Edina Gallovits /  Sania Mirza hanno battuto in finale  Han Xinyun /  Liu Wan-ting con il punteggio di 7–5, 6–3